# Sindicalisme a Andorra
La història del sindicalisme a Andorra abasta el període des del 1933 fins a l'actualitat.

## La Revolució del 1933

### Les vagues deFHASA
La història del sindicalisme a Andorra comença per la construcció de FHASA a principis de segle xx. La construcció de la central hidroelèctrica necessitava una massa important de treballadors. L'empresa va contractar més de dos mil obrers. El Consell General, per tal de garantir l'estabilitat econòmica de les cases del país, va voler que l'empresa contractés preferentment andorrans. En aquell moment Andorra seguia vivint sota el model d'economia anterior al segle xix. La industrialització va arruïnar l'economia andorrana. La cerca d'una alternativa que fes revifar l'economia va portar a revoltes (1881). Les institucions estaven estancades en el sistema de pubillatge. La revolució del 1881 va ser el punt de partida per canviar aquest sistema. Però arribats al segle xx, l'avenç fet encara era insuficient. El Consell General (parlament andorrà) de l'època compartia el legislatiu i l'executiu. Des de la revolució del 1881 que els seients eren ocupats per pràcticament la mateixa gent. És precisament aquesta gent la que demana a FHASA de contractar prioritàriament andorrans. D'una banda es volia satisfer el sistema establert i de l'altra sortir les famílies de la crisi, ja que al cap i a la fi FHASA va ser creada per això. Però al final, bona part la mà d'obra seria espanyola, francesa, catalana o gallega. La majoria dels càrrecs tècnics, per contra, eren suïssos. Alguns van acabar per quedar-se al país, d'altres van marxar. Aquesta arribada en massa va fer necessària la creació d'un cos de policia l'any 1931, aleshores anomenat Servei d'Ordre. El Consell General volia mantenir tothom a l'ordre i havia creat el Servei d'Ordre per utilitzar-lo quan considerés que era necessari. El mateix any de creació del cos policial, el Consell General va promulgar un edicte segons el qual els cònsols de cada parròquia havien d'establir un registre on s'hi havien d'inscriure els estrangers. És el primer intent de regular la immigració que arribava al país. Però fora d'Andorra la situació era molt diferent. Tant a Catalunya com a França el Moviment obrer havia irromput en el panorama polític. La situació de pobresa, de manca de condicions de treball i d'abús per part del patronal va fer que la classe mitjana es revoltés creant els primers sindicats.

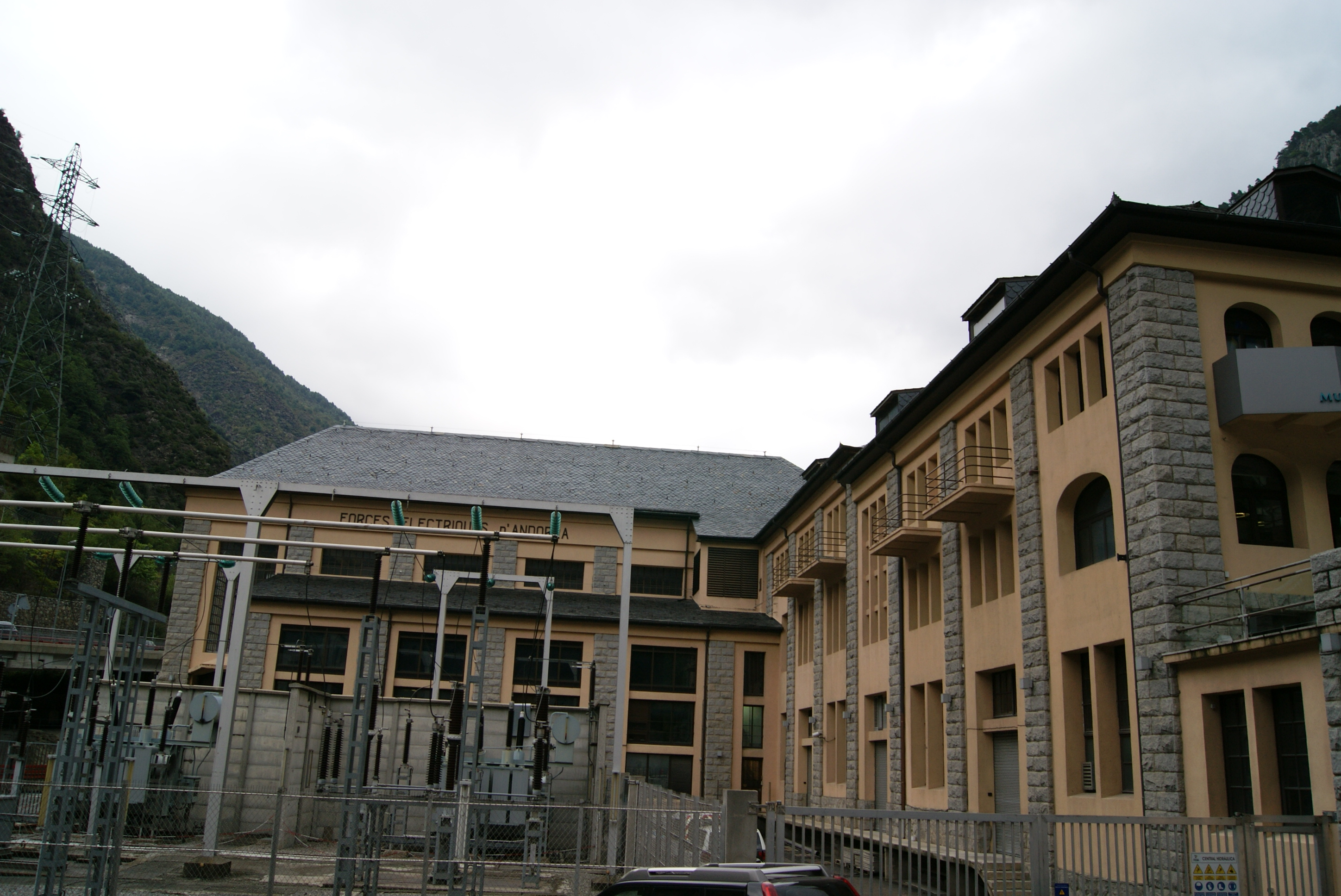
Antic edifici de FHASA, avui transformat en el Museu de l'Electricitat.

A Andorra, els obrers de la central pertanyien en la seva majoria a la Confederació Regional del Treball catalana, una filial de la CNT (el sindicat anarquista) i això consistia un perill per als “capgrossos” que seien al Consell General. No acceptaven que un estranger tingués drets laborals i no compartien totalment les idees d'Unió Andorrana (el primer partit d'Andorra que donava suport al sufragi universal masculí, a una educació en català i a drets laborals dignes), que els obrers sí que compartien. A més, a mesura que entrava immigració al país, aquesta esdevenia majoritària. El Consell General tenia aquella por infundada a la diferència, al fet que li prenguessin el país. Era lògic que ben aviat tant els joves del país com els immigrants reclamarien drets. Cal dir que les condicions de treball dels obrers de FHASA no eren gens bones. No hi havia cap marc legislatiu que els protegís de l'abús patronal. Se'ls augmentava les hores de treball sense consens ni acord. Els patrons de la construcció no tenien en compte la necessitat de descans dels treballadors, ni la necessitat de rebre un salari digne que els permetés viure. Les condicions de treball eren pèssimes i no existia cap organisme, sindicat o inspecció, que els ajudés a defensar-se. Per donar exemples, un obrer guanyava 1,30 pessetes hora i un contramestre en guanyava 15. La situació es va anar agreujant fins que el 1931 va esclatar la primera vaga dels treballadors de FHASA. A aquesta s'hi va afegir la de l'abril fins a juliol del 1932 i la de l'agost fins al setembre del 1933. La raó de la protesta dels obrers era doncs un cúmul de greuges laborals que van esclatar amb la retallada de salaris i l'augment d'hores de treball. I com si la vaga no fos prou, un grup de joves andorrans favorables a Unió Andorrana es va revoltar pel sufragi universal masculí al mateix temps que la vaga obrera. El Consell General va reaccionar-hi castigant-los i reprimint-los. Va utilitzar el cos policial, que de fet també va ser creat per això mateix, per arrestar i expulsar tot aquell que es manifestés.
Segons publicava la revista Andorra Agrícola, un altre dels diferents periòdics que s'aniran creant al llarg del segle xx, els obrers de FHASA van celebrar un míting l'any 1933 amb “caràcter especial”. S'oposaven “rotundament a les autoritats” del país, és a dir, al Consell General. L'article segueix, “en vista d'aquest acte de rebel·lia, l'hbl. Batlle Anton Tomàs, secundat pel cap de la Policia”, “després d'haver mobilitzat tres-cents homes armats”, “expulsaren del país tots els capitostos del citat moviment”, és a dir, els obrers responsables de la vaga. Segons relata l'article els van expulsar del país i amenaçar de no tornar-hi més mai sota pena de “ser entregats com a presoners a les autoritats franceses”. I és que el Consell General enviava una carta al copríncep francès, sempre remarcant les bones voluntats i pacifisme del parlament andorrà, quan algú s'oposava a les seves ordres. Així el copríncep desplaçava gendarmes seus al país. La qüestió, però, no va acabar així. El Sindicat de Barcelona es va desplaçar, segons relata Andorra Agrícola, per desblocar la situació. Però les “autoritats”, en coherència amb la seva actitud, van “denegar l'entrada a territori andorrà”, “es muntà una guàrdia civil a la frontera”, “per tal d'evitar el retorn dels pertorbadors expulsats”. La revolta obrera va tenir fins i tot repercussió a l'exterior, ja que el periòdic català La Vanguardia en va informar dels esdeveniments.

### Lluita pel sufragi universal masculí i drets laborals
Tres motius van portar a la Revolució del 1933. Primerament la pressió del jovent andorrà perquè s'establís el sufragi universal masculí. Segon, perquè el Consell General es comportava com a institució independent i representativa dels andorrans i això no agradava als coprínceps. Dit altrament, el parlament es comportava com si fos el govern d'un país independent que representa una nació i que actua en coherència als interessos d'aquesta, sense demanar permís a ningú, llevat de la nació mateixa. L'estat francès, que considerava Andorra un protectorat, i el bisbe mateix, que seguia percebent els andorrans com a súbdits seus, no acceptaven que el Consell General es comportés així. I finalment, els drets laborals. Les condicions de treball eren duríssimes i els treballadors de FHASA es van haver d'unir als sindicats anarquistes catalans per defensar-se. Els tres punts van anar agreujant-se a mesura que anaven transcorrent els anys 1920 i 1930 fins que van esclatar l'any 1933 en una revolució. Però per entendre millor aquesta revolució és necessari repassar l'escalada de tensió entre coprínceps i Consell General:
- el parlament va atorgar la concessió a una agència estrangera d'apostes perquè apostés amb curses cavalls a canvi d'un pagament anual. L'objectiu era construir un hospital, una residència per als padrins del país, uns balnearis,... Els delegats permanents dels coprínceps van anul·lar la decisió presa pel parlament,
- influenciada pel bisbe, Espanya va implantar les primeres escoles laiques. La instrucció pública era una competència del parlament, per tant, va demanar subvenció a Espanya, a part de voler que els mestres se sotmetessin al seu reglament. El bisbe no ho va acceptar i s'hi va negar perquè volia controlar-les,
- el parlament va nomenar un delegat, Andreu Massó i López, proper al govern republicà espanyol perquè actués com a intermediari entre el parlament i el govern. Però aquesta funció li pertocava al bisbe, aquest no hi va estar d'acord,
- el repartiment de correus entre Espanya i França no és ben rebut pel parlament, el qual va demanar l'ingrés del país com a membre autònom a l'organisme internacional corresponent, sense consultar els coprínceps,
- el parlament es va negar a reconèixer el nomenament del notari episcopal,
- el parlament va encarregar a una comissió l'estudi per un registre civil al principat, prerrogativa que pertanyia als recots de cada parròquia, que estaven sota l'ordre del bisbe,
- una comissió del parlament va presentar l'any 1933 al delegat permanent francès una súplica amb 240 firmes perquè s'establís el sufragi universal masculí. El delegat permanent es va mostrar favorable però volia que es fes una consulta prèvia a tots els comuns. El parlament va actuar prescindint del bisbe,
- el parlament va acordar fer elaborar el 1933 una Constitució per al país, el bisbe no hi va acordar

Un cop repassats els punts successius que engendren l'escala de tensió, centrem-nos en l'esclat. L'abril del 1933 un grup d'uns 80 “joves andorrans”, que es van autoanomenar així perquè no gaudien de dret a vot, el que fa suposar que eren o fills d'immigrants o immigrants amb força temps al país que ja es consideraven andorrans, van entrar a la Casa de la Vall, van tancar les portes i exigir al Consell General que promulgués un decret que atorgués el sufragi universal masculí. Pressionat, el Consell General cedeix a les exigències el 5 d'abril del 1933. Aquest col·lectiu de joves, de fet, va escriure un manifest en el qual es pot entendre les seves reclames. S'hi sol·licitava una “Constitució democràtica” en què es delimités els deures i obligacions dels coprínceps i els drets del “poble andorrà”. Volien “llibertat de consciència, pensament i paraula”, “garantia dels drets individuals i col·lectius”, la majoria d'edat als 23 anys apel·lant que a França s'era major i elector als 21. Així mateix exigien el sufragi universal masculí, la “proclamació dels candidats” a les eleccions “15 dies abans” dels comicis. Creien que calia “desenvolupar i protegir el turisme”, “ensenyament en llengua catalana” això sí “sense” vetar “qualsevol altra llengua” (el dictador Primo de Rivera va intentar prohibir el català a les escoles en un intent més d'ingerència per part d'Espanya). En aquest sentit, volien “ensenyament de la noia” i finalment, unint-se a les reclamacions dels obrers de FHASA, una “reglamentació del treball i fent possible que l'obrer guanyi un sou adequat a les necessitats de la vida”.
El parlament va cedir només al sufragi universal masculí. Però ja va ser el suficient perquè intervinguessin els coprínceps. A França era Raymon Poincaré qui governava i el seu govern no era gaire amant dels sindicats que, com el Consell General, reprimia ajudant-se de la policia. Primerament, el que no acceptaven els coprínceps és que el Consell General, recordem-ho pressionat pel poble, acceptés l'aprovació de lleis sindicals com si fos ell qui governava. Segon, conscients que el Moviment Obrer no es podia aturar, havien de permetre el sufragi universal masculí. Però només per contra-dir el Consell General, és a dir, l'expressió del poble andorrà, van decidir actuar per la força. Així el Tribunal de Corts, monopolitzat des del medieval pels coprínceps, va dictar una sentència per la qual destituïa el Consell General i excloïa els síndics de tot càrrec públic per un període d'un any. Els delegats permanents dels coprínceps, del seu costat, van acordar un cop destituït el Consell General, mitjançant el decret del 17 de juliol de 1933, modificar el sistema electoral per atorgar el sufragi universal masculí, formar un Consell Provisional, constituït per membres nomenats per les dues delegacions dels coprínceps respectius i fer públiques les reunions del Consell General. Però els membres del Consell General destituït no van acatar la sentència del Tribunal de Corts i va demanar a les autoritats comunals que obeïssin només als ordres del Consell General destituït. Com a conseqüent, el 29 de juliol s'organitza una Assemblea Magna (assemblea popular) en la qual es va acordar que la destitució organitzada pels coprínceps era il·legal, que no s'acatarien els ordres dels coprínceps i que s'havien d'organitzar noves eleccions mitjançant el sistema de sufragi universal masculí. Els membres del Consell Provisional van decidir voluntàriament negar-se a assumir el càrrec que les delegacions dels coprínceps els van oferir.
Davant d'aquesta actitud de desobediència civil, els coprínceps van trencar definitivament les relacions amb les autoritats del país. Actuant conjuntament, els coprínceps decideixen prendre tres decisions amb repercussions d'alt voltatge. En primer lloc, els coprínceps pretenien privar de recursos econòmics els rebels, per tal de sancionar-los econòmicament. Així doncs nomenen un comissari extraordinari, amb plens poders, que havia d'imperi que els membres del Consell destituït tinguessin accés al compte del Banc Fornesa de la Seu d'Urgell. També havia de coordinar totes les seves accions, sufocant així la revolta. En segon lloc, calia una mesura militar. Els coprínceps van ordenar el 18 d'agost del 1933 l'entrada al país d'un destacament d'uns 50 gendarmes francesos sota la direcció del comandant René Baulard per fer complir els ordres dels coprínceps. Aquest senyor va acabar per guanyar-se una mala fama al país de caràcter important. I en tercer lloc, van establir una nova data perquè se celebressin noves eleccions al 31 d'agost. La convocatòria autoritzava tots els homes de més de 25 anys a participar-hi. Les dones no han aconseguit votar al país fins al 1970. Considerant que aquestes mesures van totalment en contra del principi legítim i irrenunciable, volgut pel president dels Estats Units, Woodrow Wilson, en els seus 14 punts que França mateixa va acceptar i ratificar mitjançant el Tractat de Pau del 1919, que no és altre que el “dret a autodeterminació” i “no-intervenció en els afers interns de cada estat nació”, el Consell General es va queixar i denunciar la situació davant de la Societat de Nacions. Monopolitzada ja pels grans imperis, França o Regne Unit, l'organisme no va intervenir precisament al·legant que es tractava d'un assumpte intern del país. De fet, els andorrans van voler que Andorra hi fos membre de ple dret i com a estat nació independent. Però totes les sol·licituds van ser rebutjades. No cal esmentar que França hi tenia alguna cosa a veure.
Les eleccions van desenvolupar-se d'una manera normal i amb un parlament heterogeni però globalment contrari a l'actuació del Consell General destituït. Les tropes de la gendarmeria van quedar-se a Andorra amb l'excusa que havien de garantir que les eleccions transcorreguessin amb tota normalitat. Però, la verdadera raó era per sufocar la vaga de treballadors de FHASA del dia 26 d'agost del mateix any. Els mateixos treballadors van qualificar aquesta actuació per la força com “l'expedició punitiva” i així de fet ha quedat en la història del país. En un comunicat fet públic l'any 2014, el govern d'Andorra assegurava que l'Arxiu Nacional havia recuperat imatges dels anys trenta en què es pot veure com els gendarmes havien abatut un home. El comunicat confirma doncs les verdaderes intencions de la intervenció dels gendarmes. Amb tot, es va acabar la Revolució del 1933, es va aconseguir el sufragi universal masculí, no les reformes laborals volgudes, però sí que es van normalitzar les relacions entre parlament i coprínceps.

## L'Andorra dels 50 i 60
El món del final de la Segona Guerra Mundial no té res a veure amb l'anterior. Europa, i de retruc la resta del globus assisteixen progressivament a un escenari bipolar. D'una banda està l'Europa capitalista recolzada pels americans. De l'altra està l'Europa comunista recolzada per l'URSS. Andorra per la seva situació geogràfica va quedar dins del bloc capitalista i, per tant, el país va viure les transformacions pròpies d'una societat que camina vers el capitalisme i la posterior globalització. La guerra va engendrar la prohibició de fites democràtiques abans aconseguides a conseqüència del gir a la dreta a Europa. Així el sufragi universal masculí va ser prohibit pel veguer francès l'any 1941 mitjançant un decret. Els 50 i els 60 es transformen doncs en els anys de la lluita per recuperar aquests drets, per tenir drets laborals, però també en el segle del "turisme de massa". Si per als Estats Units els anys 50 i 60 són els anys del "somni americà", per Andorra els anys 50 i 60 també són els anys del "somni andorrà". Es podria dir que el país va passar en l'espai de 30 anys a una economia preindustrial a una de postindustrial. Si quan es va reunificar Alemanya es va parlar del "miracle alemany" no és gens exagerat qualificar la situació d'Andorra com a "miracle andorrà". A partir d'aleshores el país ha anat evolucionat al ritme del món, mai en paral·lel o en diferit com sí que passava abans. Tant és així que Andorra ha assolit un PIB per capita i una esperança de vida superior als països més estàndards de l'economia actual.

### La Seguretat Social Andorrana
Deia el filòsof francès Ernest Renan que què és la nació italiana i alemanya sinó una barreja de tots. I certament els països es construeixen amb immigrants. Andorra no defuig a aquesta regla. La mà d'obra va ser la primera demanda del sector privat quan es va donar el boom econòmic i aquesta va respondre. L'allau d'immigrants va ser espectacular, el país va passar de 5000 habitants a més 60 000 en l'espai d'un escassos anys. La població de nacionalitat andorrana va passar de representar el 70% de la població a ser-ne només el 30%. França, per exemple, un país que sempre s'ha qualificat tradicionalment com un país acollidor d'immigració no arriba ni ha arribat mai a aquestes xifres (el percentatge d'immigrants a França és del 15% el 2014). Aquests percentatges només són assolits per petits països com Mònaco, San Marino o Liechtenstein. El Luxemburg per exemple tenia un 45,3% de població immigrant l'any 2014. És evident doncs que Andorra és verdaderament un país d'acollida, però també és evident que algú havia de gestionar aquests nouvinguts. L'administració es va mostrar molt reaccionària en un primer moment davant l'onada immigrant.
| 6.176                                     | 8.392 | 19.545 | 35.460 | 54.507 | 78.549 | 85.015 |
| Font: Departament d'Estadística d'Andorra |       |        |        |        |        |        |

El país mancava de lleis. El personal no tenia condicions de treball. Se'ls feia treballar fins a hores passades de la nit, sense dies de descans i amb un salari ridícul a vista de l'esforç humà que aportaven. Unir-se a un sindicat o protestar estava molt mal vist i els que ho feien quedaven marcats. A Ràdio Andorra, per exemple, es va contractar mà d'obra clandestina per construir l'edifici. Els andorrans excloïen els nou vinguts. Una persona de nacionalitat altra que andorrana que es prestava a protestar podia rebre respostes com "són andorrans i tu espanyol acabat d'arribar". Es podia resumir la situació així, "a callar i a treballar". No hi havia cap mena de cobertura sanitària, només una mísera cobertura de tercers. És d'entendre doncs que durant la Revolució del 1933 els treballadors de FHASA haguessin protagonitzat la revolta. Els primers sindicats del país es van ajudar de l'onada anarquista catalana del segle XX per reclamar drets laborals. A més, l'administració andorrana no va posar gaire de la seva part per integrar i garantir la cohesió social.
Així el Consell General es va apressar a regular l'accés a la nacionalitat andorrana quan va veure l'allau d'immigrants. Per a ell calia evitar una presència "massa gran" d'immigrants. L'any 1941 doncs va crear, mitjançant un decret permanent, la figura de l'"andorrà de primera generació". Dit d'una altra manera, es concedeix la nacionalitat andorrana als nascuts a Andorra de pares estrangers, però no poden gaudir de cap dret polític, ni el de poder ser elegit. A més, per aconseguir la nacionalitat s'havia d'estar casat amb una pubilla, tenir tres anys al país i renunciar a la nacionalitat d'origen. Era clarament una mesura d'exclusió però que responia perfectament a una administració estancada en el passat. D'igual manera que amb l'economia, l'administració també va respondre amb una actitud arcaica davant de la immigració. Una altra mesura representativa d'aquesta mentalitat, la tenim l'any 1953. Mitjançant un acord el Consell General va establir que els estrangers no podien adquirir terrenys. Tampoc se'ls concedia l'autorització de construir edificis si no tenien el consentiment previ del mateix parlament. Quan el copríncep francès De Gaulle va visitar Andorra quasi 700 anys després dels pariatges la primera cosa que va fer va ser advertir als andorrans que el que no podia fer el país era tancar-se en les seves tradicions i utilitzar els immigrants. Apel·lava a oblidar el dret de sang, que només havia causat guerres, per acollir-se al dret de sòl i obrir la porta de la nacionalitat als estrangers. De Gaulle era totalment contrari al parlament establert en aquell moment. És per això que va revocar-lo per tornar a instaurar el sufragi universal masculí. Els dos coprínceps van ser els qui van parlar i molt de la necessitat de tenir una seguretat social andorrana. Per a ells era un error no tenir-la.
La llengua del país va ser la que en va sortir més mal parada. L'immigrant va passar a viure amb l'immigrant i a no sentir la necessitat de parlar la llengua pròpia del país, conèixer la cultura andorrana, la història del país. Al cap i a la fi les actituds de l'administració no l'encoratjaven a fer-ho. A això s'afegia el fet que molts immigrants eren espanyols i aquests venien d'una dictadura que els negava el dret de parlar català, gallec o basc. La voluntat doncs de parlar la llengua del país era pràcticament o totalment nul·la. Amb tot, la població andorrana va convertir-se en una autèntica poliglota. La majoria (més del 80%) esdevé bilingüe o poliglot (60%).
No obstant això, el Consell General va començar a operar canvis. Arran de la visita del copríncep el Consell General va aprovar per primer cop el primer codi de relacions laborals. Va seguir la primera mesura per intentar promoure la convivència i integració entre andorrans i residents. L'any 1966 el Consell General va decidir de l'obligatorietat d'utilitzar el català en l'administració i erigir el català i la cultura del país com a elements d'integració. L'any 1968 entra finalment en vigor la Llei de Seguretat Social que crea la Caixa Andorrana de Seguretat Social (CASS). La llei va ser adoptada per prestigi, més que per donar cabuda als drets socials de què ha de gaudir qualsevol persona. El patronat va reaccionar-hi en contra perquè, segons explica Càndid Riba, consellera general de l'època, "havien de pagar als treballadors". Hi va haver gent que va voler fer veure que la llei era una manera per al Consell General d'enriquir-se. Es van haver de fer reunions a totes les parròquies per explicar què era la cobertura social. L'objectiu era fer entendre desbancar aquells que acusaven l'administració de voler aprofitar-se mitjançant la Llei de la CASS. La xiulada del patronat va ser molt important, "feien sortir els obrers" a protestar en contra d'una llei que els beneficiava a ells. Els parlamentaris tampoc van donar gaire exemple, cosa que fa ser força negatiu per fer acceptar la nova llei. Un cop entrada la llei hi va haver patrons que van pagar més als seus treballadors si no s'asseguraven, però callaven a canvi. Els immigrants eren totalment exclosos, la llei o en qualsevol cas el patronat es comportava seriosament amb les condicions laborals d'un andorrà. L'immigrant en canvi era molt mal tractat i exclòs. L'administració andorrana es va beneficiar de la col·laboració tècnica francesa per crear la Seguretat Social Andorrana. Aquesta col·laboració s'explica novament per la visita del copríncep Charles De Gaulle a Andorra l'any 1967. L'advertència va ser la que va impulsar la CASS. Concretament el copríncep va advertir que "l'afecte a la tradició no és per si sol suficient per a la vida d'una població, ho sabeu bé" continuava "en primer lloc, pel que fa a la vostra població en ella mateixa, ja no pot estar únicament limitada als andorrans de soca-rel, l'heu d'estendre, de mica en mica, integrant-hi les generacions que neixen i que creixen al vostre sòl" deixant així clar que la política havia d'acollir els nouvinguts integrant-los i donant-los condicions. Així, l'any 1971 es construeix la clínica Verge de Meritxell que és el primer centre sanitari públic del país.

### La visita del copríncep De Gaulle (1961)

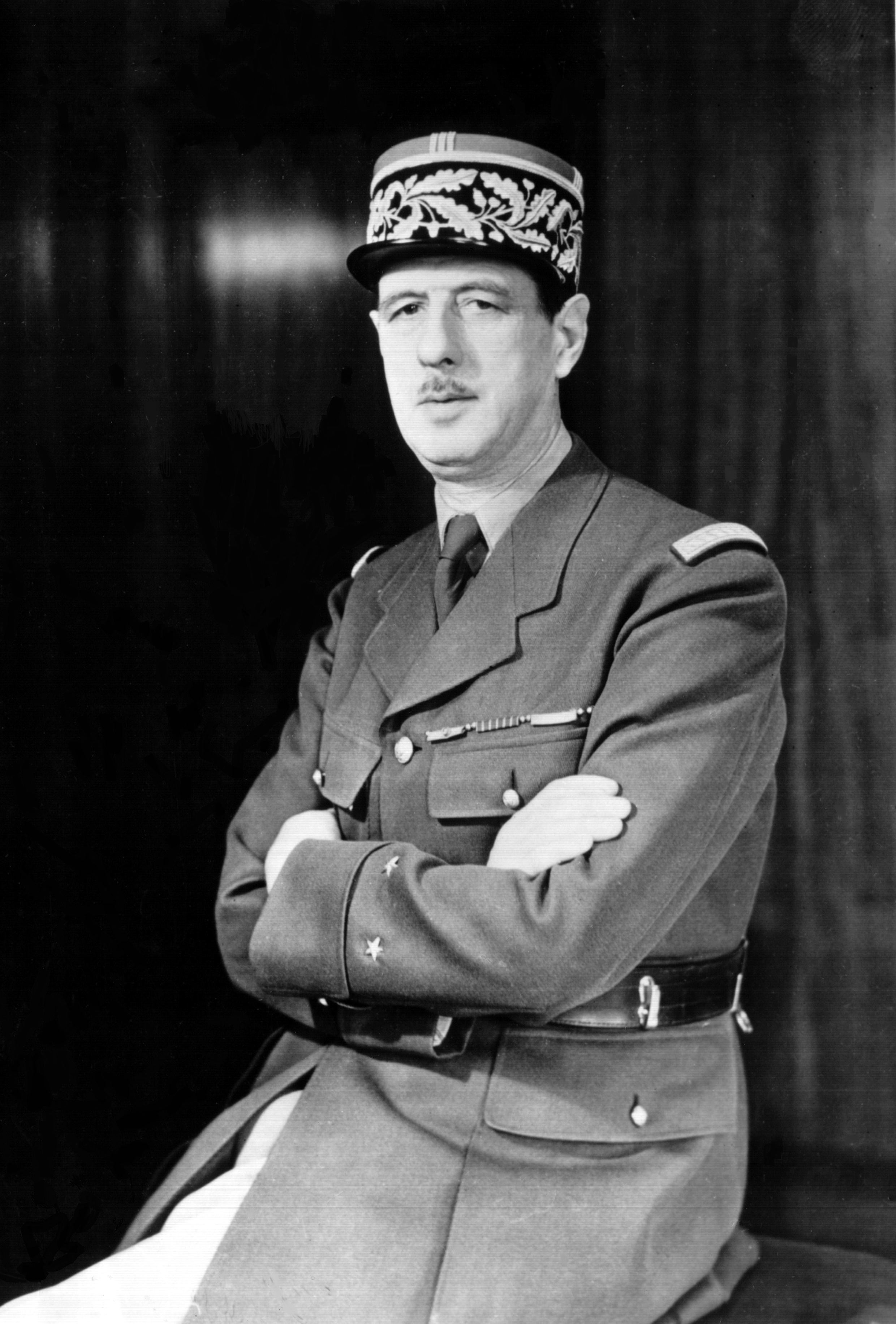
Fotografia del copríncep, general i president Charles de Gaulle.

A partir del moment en què el títol de copríncep francès passa a mans del rei de França, aquest no tornarà a visitar mai més Andorra. Charles De Gaulle va transformar-se en el primer copríncep francès a fer-ho novament, pràcticament 700 anys després dels pariatges. En la seva visita va pronunciar dos discursos, un primer a la Casa de la Vall i un segon a la Plaça Príncep Benlloch (nom d'un copríncep episcopal), és a dir, l'un adreçat als polítics i l'altre a la nació. Els dos discursos junts són importantíssims per entendre la voluntat d'aquest president. No és ingènua la visita de copríncep De Gaulle al Quebec l'any 1967. Hi va pronunciar quatre paraules que ho signifiquen tot: vive le Québec libre ! (visca el Quebec lluire!).
De Gaulle va voler posar èmfasi en la fidelitat dels andorrans a tot allò que conforma la seva pròpia identitat. Deia que la nació havia restat fidel "a la vostra llengua, a la vostra religió, a les vostres tradicions". Reconeixia per tant tots aquells elements que conformen la nació andorrana, però advertia. Deia als andorrans que, efectivament són una nació, fidel "a la vostra llengua", "religió" i "institucions", però això no implicava, segons ell, excloure els nouvinguts. De Gaulle feia així menció a la massa d'immigrants que va venir a viure al país. Estava informat del tracte que rebien (veure'n més a Seguretat Social Andorrana). Deia, en aquest sentit, que el turisme seria una eina per als andorrans i que havien d'aprofitar-la, però sobretot, saber-la gestionar correctament. Però calia una obertura de mentalitat al país. Per a De Gaulle calia que els andorrans deixessin enrere el dret de sang, que tantes guerres havia causat a Europa, per acollir-se al dret de sòl i així obrir les portes a la integració. Era necessari per a ell que s'aprovessin lleis que protegissin el treballador. En aquesta línia, ell va ser el primer a fer els passos per canviar la situació que es vivia a Andorra. L'autorització del sufragi universal masculí i femení, la revocació del Consell General feta per ell mateix són una prova fervent d'això. També va ser-ho la creació de la Seguretat Social Andorra que la pròpia administració francesa va ajudar a crear.
D'altra banda, tampoc va tancar els ulls davant la transformació brutal del país. Era favorable al canvi econòmic, a aquest boom en el qual es vivia. N'era tan favorable que va aconsellar sobre com s'havia de gestionar el boom econòmic. Així doncs insta a preocupar-se per l'ensenyament, per un "túnel" que faciliti l'accés d'Andorra cap a França i per acollir els nouvinguts respectant els drets humans; afegint que sent així "el vostre copríncep", "us hi ajudarà en la mesura dels seus mitjans". Així, com a conclusió, el copríncep donava el seu vistiplau al boom econòmic i reivindicacions nacionals. Tanmateix, advertia que aquest havia de fer-se sempre dins del marc dels drets humans i de l'obertura. Reconeixia doncs la nació andorrana però la condicionava a canviar també les mentalitats i adaptar-se als nous temps.

## L'Andorra dels 70 i 80
Els anys 70 i 80 són la fi de les colonitzacions. És també la fi del Mur de Berlín i finalment és la fi de les dictadures a Europa. Com a conseqüència el poble andorrà va voler autodeterminar-se. Ja n'estava fart de ser tractat com un súbdit per part del President de França i del copríncep episcopal. A més, a Espanya es caminava cap a una democràcia i els catalans van reclamar també respecte. La cultura del país i llengua es van veure reforçades. Gràcies a això es va iniciar un procés de recuperació nacional per tal de després autoproclamar la independència amb una Constitució que va venir l'any 1993. La situació laboral d'Andorra durant els 1970 i 1980 no era millor que als anys anteriors. Sinó, més aviat igual. Els coprínceps eren els que exercien ple poder a sobre del país. És per aquest motiu que el Consell General replicava cada cop que feien alguna cosa. Tractaven els andorrans com si fossin una colònia. El nacionalisme va anar augmentant al país fins que la situació d'il·legalitat de Ràdio Andorra i el decret de regulació dels immigrants dels coprínceps va fer que els andorrans diguessin prou. Els andorrans no volien que els coprínceps regulessin la nacionalitat perquè per a ells havia de ser el Consell General qui ho fes. Era una qüestió de sobirania nacional. A més, els coprínceps sabien de la situació de manca de drets que hi havia al país. No actuant, que va ser el cas, agreujaven encara més la situació. Comportant-se com a colon, no ajudaven tampoc a millorar la seva imatge. Amb tot plegat, la situació no podia continuar així. Els andorrans van decidir llavors crear l'escola andorrana per incorporar els nouvinguts i al mateix temps desfer-se de la política d'educació colonialista de l'ensenyament francès i espanyol. Després van decidir nacionalitzar Ràdio Andorra, FHASA i finalment van decidir proposar una Constitució. La constitució fou molt important, ja que permetia passar la sobirania al poble andorrà i a partir d'aquí començar a legislar sobre drets humans i relacions laborals; cosa impossible de fer amb els coprínceps.

### Drets Laborals, assignatura encara pendent

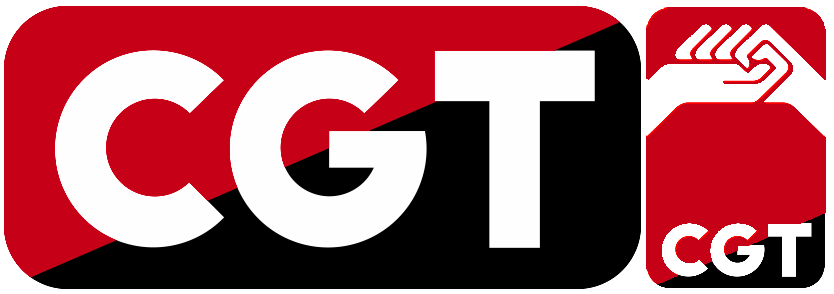
Als anys 30 els treballadors de FHASA ja faltaven de drets laborals i molts es van afiliar a la CGT o sindicats anarquistes catalans.

Si als anys 60 i 50 el país mancava de lleis que protegissin els treballadors, als anys 70 i 80 la situació no era millor. Certament, ja s'havia aprovat la Llei de la CASS (Caixa de Seguretat Social Andorrana), però el país mancava i molt de drets laborals. El patronat seguia recusant-se a tenir en consideració el seu personal. Se seguien fent diferències entre andorrans i no andorrans. L'immigrant seguia considerant-se com un ciutadà de segona. Era habitual sentir de la boca d'un immigrant que "les lleis eren a favor dels andorrans com si els de fora fóssim menys". Els andorrans seguien rebent un tracte de favor. El patronat era capaç de pagar més als seus treballadors si aquests no s'asseguraven. La llei de la CASS es va implantar amb una forta polèmica al país, perquè el decret dels delegats permanents dels coprínceps no va defugir d'histèria i polèmiques. Es feia treballar encara gent als 71 anys. "Aquest reglament era llei i evitava que hi hagués abusos, que t’acomiadessin sense motiu, fixava indemnitzacions i donava dret a vacances. Era un bon text que satisfeia els treballadors", assegura Simó Duró, conseller general de l'època, i continua "els que no estaven contents eren els amos, perquè posava més obligacions a la patronal que al treballador".
Com als anys 60 i 50 el dret sindical encara era vist com el diable amb banyes. Els treballadors no podien exigir augments de salari, no es podien defensar legalment de l'abús patronal i encara menys afiliar-se a un sindicat. La situació era tan dramàtica que existien fins i tot sindicats encoberts. A principi dels anys setanta residents que havien arribat al país com a exiliats de la guerra civil espanyola es van començar a mobilitzar. La majoria tenien vincles amb moviments i partits espanyols d'esquerres, com el PSUC, i van impulsar la creació de dues entitats: l'Associació de Residents i el Centre Cultural. “No es volia molestar els andorrans, aquí es funcionava per usos i costums i, per tant, és cert que hi havia certa por a ser expulsats”, recorda el secretari general del Sindicat Andorrà de Treballadors (SAT), Guillem Fornieles, que hi afegeix que arran d'aquests moviments, es va començar a plantejar “que a més d'immigrants, eren treballadors i que aquí les condicions no eren les més idònies”. Així, l'Associació de Residents es va erigir com un interlocutor amb les autoritats espanyoles, a qui, a partir del 1975, “es demanava que cuidessin dels immigrants i els defensessin dels abusos”. El procés per arribar a constituir el sindicat va ser llarg. A principi dels vuitanta va entrar a les entitats una fornada de joves, com Antoni Roig, que van agafar el relleu dels seus predecessors. I a final d'aquesta dècada és quan va començar a agafar forma el sindicat. El 1987 es van fer a la Seu d'Urgell unes jornades de treballadors estrangers a Andorra i l'any següent, en el segon congrés, “es va començar a parlar de la necessitat d'un sindicat”. I així també es van iniciar “reunions clandestines” al país. El 1989 es va celebrar el primer 1 de maig en un restaurant. “No sabíem quina seria la reacció dels andorrans perquè els sindicats eren il·legals.” El veguer hi va fer anar policia per evitar incidents, però la jornada va transcórrer amb normalitat. El 8 de març del 1990 es va fer el congrés constituent del SAT. Gràcies a la constitució del 1993 es va poder finalment començar a operar canvis quant a drets laborals atès que el primer Consell General post-constitucional va poder aprovar el Codi de Relacions Laborals. El text encara té mancances i avui són força preocupants per l'escenari socio-polític de l'entorn, però per aquella època van fer un gran avanç.
Així en l'actualitat la qüestió de la immigració i dels drets laborals segueix estant en el focus d'atenció. El llarg temps per poder gaudir de la nacionalitat andorrana, les poques garanties legals que existeix al país per tal de protegir el treballador de l'abús patronal i la manca d'un sindicat que tingui realment capacitat en el marc legal per moure's fa d'Andorra un dels països més hostils per treballar. Per exemple a Andorra no cal tenir un contracte per escrit per poder treballar i l'any 2014 el dret a vaga encara no estava regulat i l'ONU va haver d'avisar el govern del país amb relació a aquest aspecte. Els sindicats argumenten que el codi laboral no dona garantia al treballador de no tenir represàlies empresarials posteriors al seu dret a vaga. A més, al país el dia del treballador i el dia de la constitució es treballa. Segueix doncs sent un repte per als polítics andorrans del segle XXI millorar aquesta situació. Faltaria, però, que hi hagi també voluntat política. Prova d'això les reiterades demandes de regulació del dret a vaga. I també la retallada en la seguretat social pública que va realitzar el govern el 2014. La ministra de Benestar i Salut es va negar a qualificar les retallades pel que són, retallades. De fet, aquestes retallades i les sumades al sector públic van fer que els sindicats del sector públic haguessin previst manifestar-se de nit. Era un clar signe de protesta, atès que no es pot fer vaga perquè durant el dia s'ha de treballar obligatòriament, doncs es va voler fer-la de nit. El cap de Govern Antoni Martí va advertir que "s'havien de respectar les llibertats" dels que no volguessin fer vaga. Però en un comunicat fet públic pel sindicat de treballadors de justícia es feia saber que s'havia interposat una queixa contra el Govern i el Consell General per haver vulnerat el "dret fonamental a llibertat sindical" en el marc de la "reforma" de les pensions públiques.

## Els sindicats actuals
- [[Sindicat Andorrà de Treballadors]] (SAT), creat el 1990.
- Unió Sindical d'Andorra (USdA), creat el 2001, i membre de la Confederació Europea de Sindicats.
- Sindicat de l'Ensenyament Públic d'Andorra (SEP).
- Sindicat del Personal Adscrit a l'Administració General (SIPAAG).
- Col·lectiu de Funcionaris de la Policia (CFPA).
- Sindicat de Funcionaris de Duana (SFD).